# El meu sistema
El meu sistema (títol original en alemany: Mein System) és un llibre d'escacs escrit per Aron Nimzowitsch. Originalment concebut com una sèrie de cinc fulletons editats entre 1925 i 1927, el llibre — una de les primeres obres vinculades a l'hipermodernisme — introduí molts conceptes nous lligats a aquesta moderna escola de pensament. En general, hom considera aquest llibre una de les més importants obres de teoria escaquística de tots els temps. Es troba entre els cinc llibres d'escacs més venuts de la història.

## Continguts
El llibre està dividit en tres parts: Els elements, Joc posicional, i Partides il·lustratives.

### Els elements
A Els elements (en alemany: Die Elemente), Nimzowitsch hi escriu sobre els principis bàsics del seu "sistema". Destaca els següents, entre els elements d'estratègia escaquística:
1. El centre
2. Joc a les columnes obertes
3. Joc a la setena i vuitena files
4. Els peons passats
5. La clavada
6. Els escacs a la descoberta
7. El canvi
8. La cadena de peons

### Joc de posició
La següent part, Joc de posició (en alemany: Das Positionsspiel), és completament basada en els "elements" tractats a la primera part. En ella, Nimzowitsch explica com jugar per obtenir avantatge posicional. En particular, argumenta que el centre pot ser controlat de manera efectiva fent servir peces en lloc de peons. Aquest concepte, que és actualment acceptat per tothom, és un dels principis fonalmentals i una de les novetats introduïdes per l'escola hipermoderna d'escacs.

### Partides il·lustratives
La tercera part, Partides il·lustratives conté cinquanta partides comentades de Nimzowitsch, a les quals es refereix durant el llibre.

## Edicions
- L'edició original en alemany es va publicar el 1925. Aquesta edició és actualment fora de catàleg.
- El 1929-1930, s'edità en anglès amb el títol My System, traduït per Philip Hereford, i publicat per Harcourt Trade Publishers.
- El 1965, l'editorial Ricardo Aguilera l'edità en castellà, amb el títol Mi sistema (ISBN 84-7005-116-4)